# فولفغانغ كولر
فولفغانغ كولر (بالألمانية: Wolfgang Köhler)‏ هو عازف بيانو وأستاذ جامعي ألماني، ولد في 15 أكتوبر 1960 في هوفغايزمار في ألمانيا.

## وصلات خارجية
- فولفغانغ كولر على موقع ميوزك برينز (الإنجليزية)
- فولفغانغ كولر على موقع أول ميوزيك (الإنجليزية)
- فولفغانغ كولر على موقع ديسكوغز (الإنجليزية)